# Космос-2229
Космос-2229, познат и под именима Бион-10 и Биокосмос-10, је један од преко 2400 совјетских вјештачких сателита лансираних у оквиру програма Космос.
Сателит је био намијењен за биолошка истраживања. Учествовало је 9 земаља и ЕСА. Ношено је више организама: 2 мајмуна, инсекти, водоземци, биљке и ћелије.